# Beyssac
Pour les articles homonymes, voir Baissac.
Cet article possède un paronyme, voir Pessac.
Beyssac (Baissac en occitan) est une commune française située dans le département de la Corrèze en région Nouvelle-Aquitaine.
Ses habitants sont appelés les  Beyssacois et les Beyssacoises.

## Géographie

### Communes limitrophes
Les communes limitrophes sont  Arnac-Pompadour, Lubersac, Orgnac-sur-Vézère, Saint-Sornin-Lavolps, Troche et Vignols.
Commune limitée à l'est et au sud-est par la Loyre, un affluent de la Vézère.

### Climat
Pour des articles plus généraux, voir Climat de la Nouvelle-Aquitaine et Climat de la Corrèze.
Historiquement, la commune est exposée à un climat océanique aquitain.  
En 2020, Météo-France publie une typologie des climats de la France métropolitaine dans laquelle la commune est exposée à un climat océanique altéré et est dans la région climatique  Ouest et nord-ouest du Massif Central, caractérisée par une pluviométrie annuelle de 900 à 1 500 mm, maximale en automne et en hiver.
Pour la période 1971-2000, la température annuelle moyenne est de 11,4 °C, avec  une amplitude thermique annuelle de 14,7 °C. Le cumul annuel moyen de précipitations est de 1 144 mm, avec 12,6 jours de précipitations en janvier et 7,7 jours en juillet. Pour la période 1991-2020, la température moyenne annuelle observée sur la station météorologique la plus proche, située sur la commune de Lubersac à 8 km à vol d'oiseau, est de 11,7 °C et le cumul annuel moyen de précipitations est de 1 130,6 mm,. Pour l'avenir, les paramètres climatiques de la commune estimés pour 2050 selon différents scénarios d’émission de gaz à effet de serre sont consultables sur un site dédié publié par Météo-France en novembre 2022.

## Urbanisme

### Typologie
Au 1er janvier 2024, Beyssac est catégorisée commune rurale à habitat dispersé, selon la nouvelle grille communale de densité à 7 niveaux définie par l'Insee en 2022.
Elle est située hors unité urbaine et hors attraction des villes,.

### Occupation des sols
L'occupation des sols de la commune, telle qu'elle ressort de la base de données européenne d’occupation biophysique des sols Corine Land Cover (CLC), est marquée par l'importance des territoires agricoles (70,5 % en 2018), une proportion sensiblement équivalente à celle de 1990 (71,1 %). La répartition détaillée en 2018 est la suivante : 
zones agricoles hétérogènes (54 %), forêts (28,4 %), prairies (14,5 %), cultures permanentes (2 %), zones industrielles ou commerciales et réseaux de communication (0,8 %), zones urbanisées (0,2 %).
L'évolution de l’occupation des sols de la commune et de ses infrastructures peut être observée sur les différentes représentations cartographiques du territoire : la carte de Cassini (XVIIIe siècle), la carte d'état-major (1820-1866) et les cartes ou photos aériennes de l'IGN pour la période actuelle (1950 à aujourd'hui).

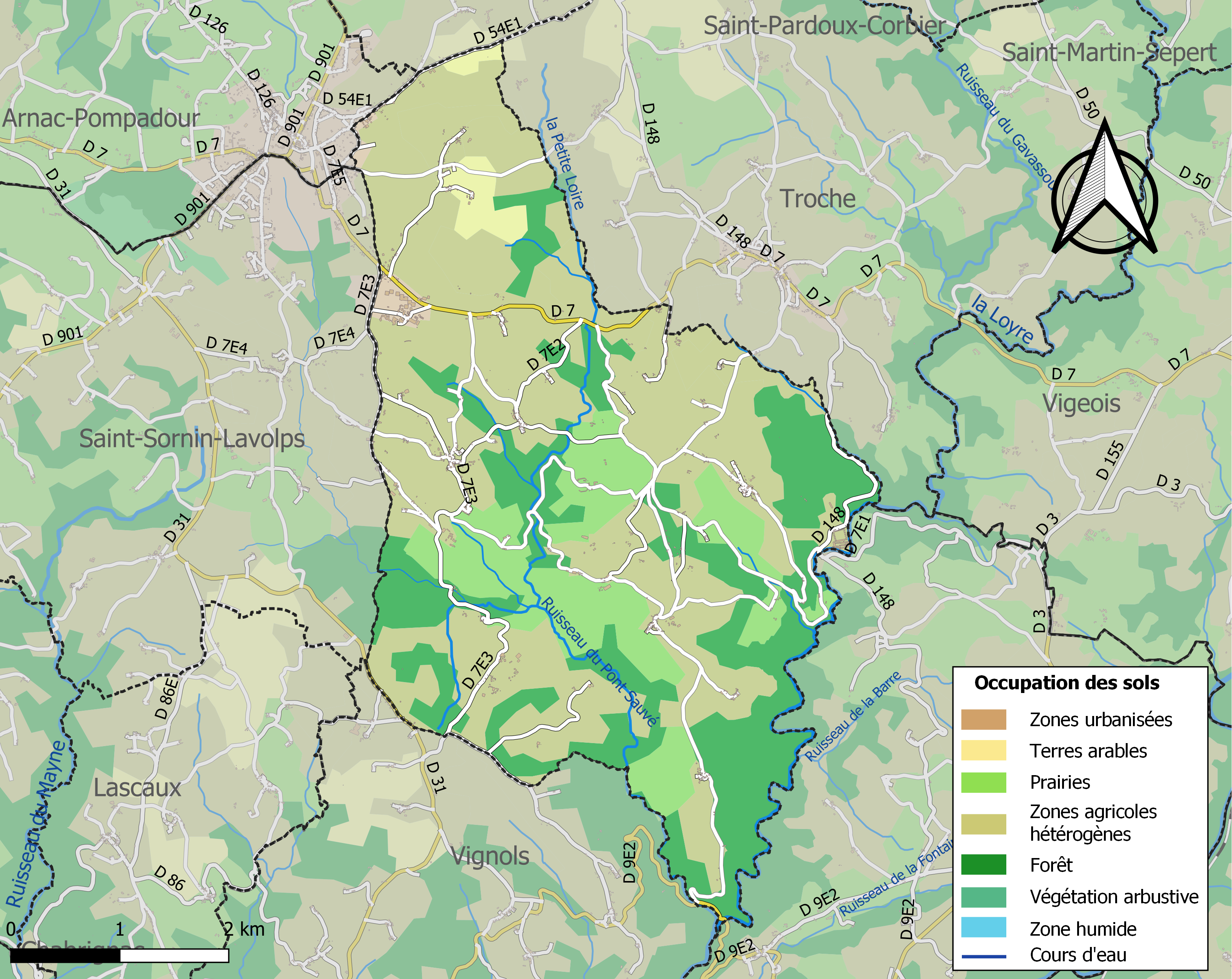
Carte des infrastructures et de l'occupation des sols de la commune en 2018 (CLC).

### Risques majeurs
Le territoire de la commune de Beyssac est vulnérable à différents aléas naturels : météorologiques (tempête, orage, neige, grand froid, canicule ou sécheresse), feux de forêts et séisme (sismicité très faible). Il est également exposé à un risque particulier : le risque de radon. Un site publié par le BRGM permet d'évaluer simplement et rapidement les risques d'un bien localisé soit par son adresse soit par le numéro de sa parcelle.

#### Risques naturels

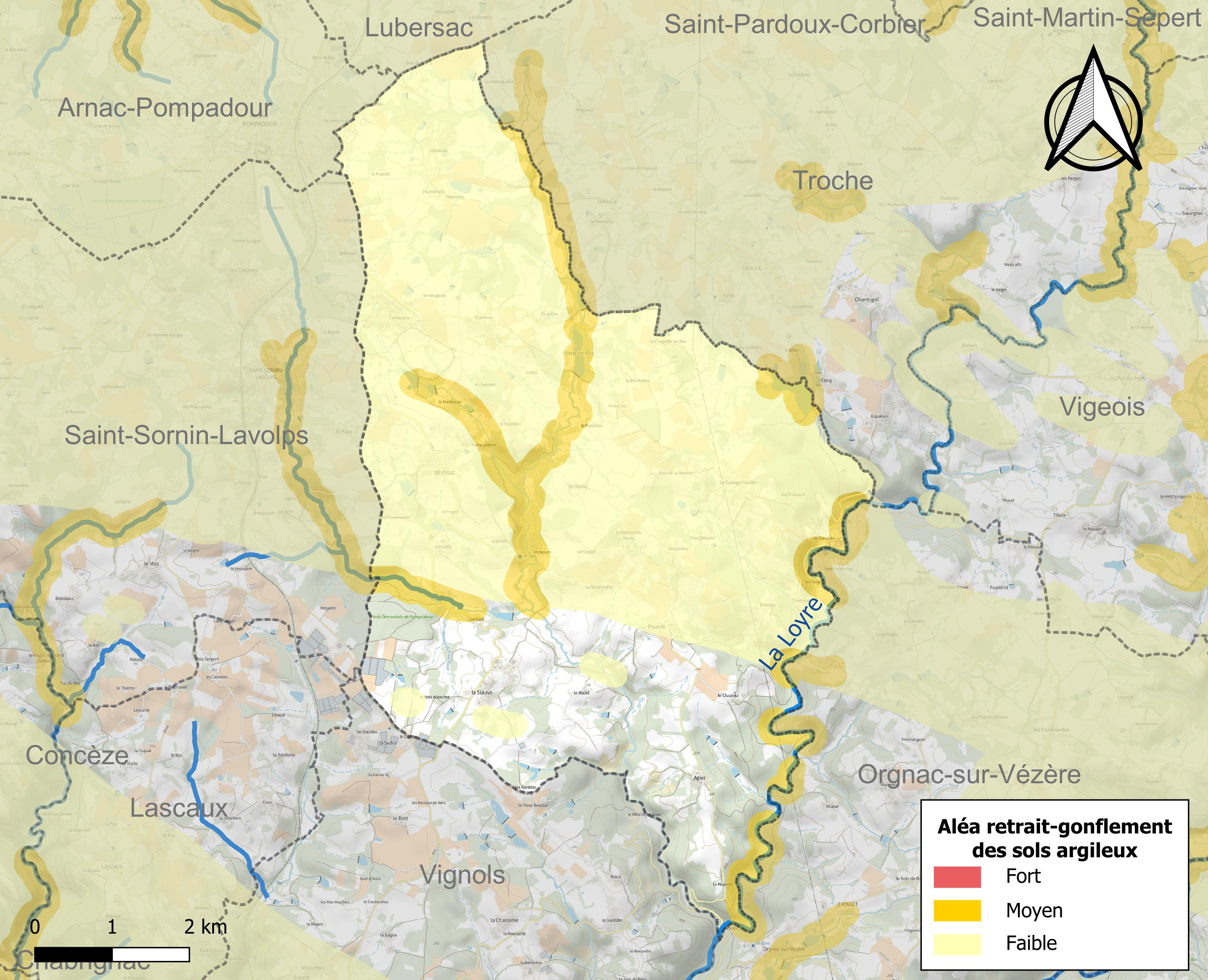
Carte des zones d'aléa retrait-gonflement des sols argileux de Beyssac.

Le retrait-gonflement des sols argileux est susceptible d'engendrer des dommages importants aux bâtiments en cas d’alternance de périodes de sécheresse et de pluie. 11,5 % de la superficie communale est en aléa moyen ou fort (26,8 % au niveau départemental et 48,5 % au niveau national). Sur les 322 bâtiments dénombrés sur la commune en 2019, douze sont en aléa moyen ou fort, soit 4 %, à comparer aux 36 % au niveau départemental et 54 % au niveau national. Une cartographie de l'exposition du territoire national au retrait gonflement des sols argileux est disponible sur le site du BRGM,.
Concernant les feux de forêt, aucun plan de prévention des risques incendie de forêt (PPRIF) n’a été établi en Corrèze, néanmoins le code de l’urbanisme impose la prise en compte des risques dans les documents d’urbanisme. Le périmètre des servitudes d'utilité publique et des zones d'obligation légale de débroussaillement pour les particuliers est quant à lui défini pour la commune dans une carte dédiée. 

#### Risque particulier
Dans plusieurs parties du territoire national, le radon, accumulé dans certains logements ou autres locaux, peut constituer une source significative d’exposition de la population aux rayonnements ionisants. Certaines communes du département sont concernées par le risque radon à un niveau plus ou moins élevé. Selon la classification de 2018, la commune de Beyssac est classée en zone 3, à savoir zone à potentiel radon significatif. 

## Histoire
Sur cette commune se trouve une vaste propriété appelée Les Monts, où naquit Innocent VI qui fut pape en Avignon.

## Politique et administration
| Période   | Période  | Identité                                      | Étiquette    | Qualité                                                                |
| --------- | -------- | --------------------------------------------- | ------------ | ---------------------------------------------------------------------- |
| mars 1977 | 2008     | Lucien Renaudie                               | RPR puis UMP | Exploitant agricole Suppléant du député Raymond-Max Aubert (1993-1997) |
| mars 2008 | 2014     | Serge Sartre                                  |              |                                                                        |
| mars 2014 | En cours | Serge Langlade Réélu pour le mandat 2020-2026 | DVD          | Agriculteur                                                            |

## Démographie
| 1793 | 1800 | 1806 | 1821 | 1831 | 1836 | 1841  | 1846  | 1851  |
| ---- | ---- | ---- | ---- | ---- | ---- | ----- | ----- | ----- |
| 970  | 811  | 812  | 948  | 965  | 978  | 1 055 | 1 062 | 1 130 |

| 1856  | 1861 | 1866  | 1872  | 1876  | 1881  | 1886  | 1891  | 1896  |
| ----- | ---- | ----- | ----- | ----- | ----- | ----- | ----- | ----- |
| 1 017 | 990  | 1 040 | 1 015 | 1 126 | 1 070 | 1 090 | 1 124 | 1 302 |

| 1901  | 1906  | 1911  | 1921  | 1926  | 1931  | 1936  | 1946  | 1954  |
| ----- | ----- | ----- | ----- | ----- | ----- | ----- | ----- | ----- |
| 1 263 | 1 254 | 1 234 | 1 009 | 1 283 | 1 277 | 1 311 | 1 090 | 1 106 |

| 1962 | 1968 | 1975 | 1982 | 1990 | 1999 | 2004 | 2006 | 2009 |
| ---- | ---- | ---- | ---- | ---- | ---- | ---- | ---- | ---- |
| 820  | 843  | 766  | 827  | 811  | 727  | 782  | 790  | 700  |

| 2014 | 2019 | 2022 | - | - | - | - | - | - |
| ---- | ---- | ---- | - | - | - | - | - | - |
| 630  | 598  | 487  | - | - | - | - | - | - |

## Culture locale et patrimoine

### Lieux et monuments
- Église Saint-Eutrope de Beyssac. L'édifice a été inscrit au titre des monuments historique en 1926[25].

#### La chartreuse de Glandier
La chartreuse de Glandier (ou du Glandier) est une ancienne chartreuse transformée en centre d'accueil pour personnes handicapées. Cette ancienne chartreuse fut connue comme étant comme le lieu central de l'affaire Lafarge, concernant une jeune femme d'origine aristocratique accusée d'avoir empoisonnée son époux, maître de forge, sous Louis-Philippe. Cet établissement a accueilli de jeunes enfants belges issus de la région de Liège pendant la Première Guerre mondiale. Rentrés chez eux ils donnèrent le nom de "Glandier" à la troupe scoute qu'ils avaient formée en 1913. Ce groupe scout très dynamique n'a jamais cessé ses activités et est toujours très actif en 2016.

### Personnalités liées à la commune
- Le pape Innocent VI né Étienne Aubert (1282-1362) à Beyssac
- Andouin Aubert, né à Beyssac
- Marie Lafarge a demeuré à la Chartreuse de Glandier
- Gérard Holtz a été soigné dans les années 1950 à la Chartreuse de Glandier servant de sanatorium
- Suzanne Lacore née au hameau du Glandier

### Héraldique
| Blason de Beyssac | Blason  | De gueules au lion d'argent, à la bande d'azur brochant sur le tout, au chef de gueules soutenu d'une divise cousue d'azur et chargé de trois coquilles d'argent. |
| Blason de Beyssac | Détails | Le statut officiel du blason reste à déterminer. |